# 愛しの焔 〜ゆめまぼろしのごとく〜
『愛しの焔 〜ゆめまぼろしのごとく〜』（かなしのほむら ゆめまぼろしのごとく）は、もとむらえりによる日本の漫画。全4巻。

## 概要
当初は『FlexComixフレア』で、のちYahoo!コミックにてウェブ配信されていた。明智光秀は本当は女であったという奇想天外な設定で、織田信長との恋物語を中心に描いている。

## 登場人物
※キャストはWebコミック版のもの。
明智光秀（お蜜）
声 - 遠藤綾
斎藤道三の下、女であることを隠しながら仕え、道三の娘お濃（帰蝶）が織田信長に嫁ぐのを契機に信長と出会う。忠誠心が強く、女であることを後悔する念が強い。
織田信長
声 - 中村悠一
天下を目指す、大うつけもの。光秀であるお蜜に心を寄せる。
帰蝶
信長の正室。光秀の従姉妹。光秀を恋い慕っている。
斎藤道三
美濃国主。信長の義父。